# Ventaneando
Ventaneando es un programa de televisión mexicano de periodismo del corazón, creado en 1996, producido y transmitido por TV Azteca a través del canal Azteca 7, y que posteriormente cambió al canal principal de la televisora, Azteca Uno (anteriormente Azteca Trece).

## Historia

### Inicios (1996)
El formato fue creado por Carmen Armendáriz y Pati Chapoy, después de que el presidente de la televisora, Ricardo Salinas Pliego, les obtuviera crear un programa sobre chismes del espectáculo, idea presentada por Armendáriz. El programa inició el 22 de enero de 1996, por Azteca 7 (TV7 en ese entonces) a las 9:30 p. m. bajo la producción de Carmen Armendáriz y con una duración de media hora. El elenco original de conductores estuvo inicialmente integrado por la propia Pati Chapoy, Juan José Origel, Pedro Sola y Martha Figueroa.

### 1997
Al siguiente año, en 1997, la emisión de Ventaneando extendió su emisión a una hora aún formando parte del horario estelar de canal 7. Pero también se comenzó a repetir el programa por canal 13 en horario vespertino. En ese mismo año, Juan José Origel abandonó la emisión después de recibir una oferta por parte de Televisa, la televisora de la competencia, en el que posteriormente, dicho programa pasó por una reestructuración en cuanto a producción y luego de la salida de la emisión de Origel, el equipo de producción encabezado por la productora mexicana Carmen Armendáriz, también abandonó la emisión tras unirse a las filas de Televisa (televisora de la competencia) bajo invitación del periodista Juan José Origel, el cual tras esto provocó una pronta reestructuración en cuanto a producción bajo la ayuda del periodista y conductor mexicano Jorge Garralda, conductor del programa A Quien Corresponda, de la misma televisora en conjunto con su entonces equipo de producción, el cual estuvo encabezado en ese momento por Sergio Pérez-Grovas, quien finalmente pasó a ser productor de la emisión a partir de 1997. Derivado del cambio de producción y conductores de la emisión, a mediados de 1997, se integró al elenco de conductores de Ventaneando el periodista mexicano Álvaro Cueva, quien tiempo después abandonaría la emisión tras no cubrir las expectativas de la emisión en cuanto a conducción ante la escasa aceptación del público mexicano del periodista mexicano aunado a los problemas de salud que en ese momento atravesaba el periodista Álvaro Cueva.
El 7 de junio de 1997, se integró a la emisión el conductor mexicano Daniel Bisogno (quien falleció el 20 de febrero de 2025), inicialmente como conductor suplente de los periodistas Pati Chapoy y Pedro Sola. Sin embargo, tras superar las expectativas de su conducción por parte de la teleaudiencia mexicana durante su tiempo como suplente, Daniel Bisogno pasó a ser uno de los conductores fijos de la emisión, esto tras la salida de la emisión del periodista Álvaro Cueva, permaneciendo en la emisión hasta su fallecimiento, el 20 de febrero de 2025.

### 1998
A partir del 5 de enero de 1998, el programa pasa definitivamente a transmitirse por el canal 13 de forma exclusiva en el mismo horario estelar que tenía en canal 7.
Durante la Copa Mundial de Fútbol Francia 1998, la periodista mexicana Martha Figueroa (conductora de Ventaneando en ese momento) formó parte del equipo del programa deportivo Los protagonistas, el cual en ese momento estuvo encabezado por el conductor y comentarista deportivo mexicano José Ramón Fernández, siendo reemplazada temporalmente por la periodista mexicana de origen tapatío Aurora Valle. Sin embargo, tras finalizar el evento deportivo mundial, en septiembre de 1998, Martha Figueroa abandonó la emisión debido a asuntos internos laborales relacionados con la emisión, siendo reemplazada posteriormente por las conductoras mexicanas Aurora Valle (quien ya estaba en la emisión como suplente temporal de Martha Figueroa, quien en ese momento se encontraba en Francia) y Mónica Garza, provocando con ello otra reestructuración de conductores en el programa Ventaneando en poco más de un año.

### 1999
En el año de 1999, Ventaneando pasa por otra etapa de reestructuración de conductores con la integración de la periodista mexicana Mónica Garza al cuadro de conductores fijos de la emisión de espectáculos.
A partir del 31 de mayo, el programa ocupa el horario de las 18:00 a 19:00 horas en Azteca 13, en el cual permanecería hasta el 18 de septiembre de 2009.

### Década de los 2000
A lo largo de su estancia, ha mantenido competencia con programas de chismes y burlas de Televisa como La Oreja, NXexclusiva, La botana, Cuéntamelo ya!, entre otros.
En el año 2004, como parte de la reestructuración de conductores del programa, se integra al marco de conductores del programa, la periodista mexicana Atala Sarmiento Soler, quien anteriormente participó como conductora principal del programa de espectáculos de TV Azteca, En medio del espectáculo, esto como relevo de la periodista Pati Chapoy de 1996 a 1998. 
A mediados del año 2006, Ventaneando pasó por otra etapa de reestructuración de conductores con la salida de Aurora Valle de la emisión, esto debido a conflictos internos dentro de la emisión, el cual tras su salida del programa, a finales del mismo año, Aurora Valle fue relegada a las estaciones locales de TV Azteca durante ocho meses más a partir de su salida del programa, durando hasta su salida de la televisora en el año 2007. El 4 de junio de 2007, Aurora Valle se unió a las filas de Televisa como parte de la conducción del programa La Oreja, encabezado por el periodista mexicano Juan José Origel.

### Década de los 2010

#### 2014
El 18 de agosto de 2014, Jimena «la Choco» Pérez fue movida por la propia Pati Chapoy al programa de revista para la mujer, Ellas arriba, que recién se había estrenado. A partir de ahí, Mónica Castañeda y Linet Puente, presentadoras y reporteras de Azteca Noticias, empezaron a salir en la emisión como presentadoras sustitutas. Pero en ese momento ninguna de las dos fue considerada para ser la sustituta permanente de la Choco.

#### 2016
El 17 de octubre de 2014, Ricardo Casares abandonó Ventaneando para incorporarse a Venga la alegría en sustitución de Carlos Arenas. La Choco regresó como titular en lugar de Ricardo justo un año después de que su programa Ellas arriba fuera cancelado.

#### 2018
El 22 de marzo de 2018, tras 14 años en el programa Ventaneando como una de las conductoras principales, la periodista mexicana Atala Sarmiento abandona la emisión debido a conflictos internos en relación con la emisión. Asimismo, el 23 de marzo del mismo año, Atala Sarmiento abandonó las filas de TV Azteca debido a conflictos internos en relación a la renovación de contrato por parte del área ejecutiva de la televisora del Ajusco. Después de haber estado cuatro años como sustituta, Mónica Castañeda se convierte en titular permanente tras la salida de Atala.

#### 2019
El 16 de julio de 2019, la conductora mexicana Jimena «la Choco» Pérez abandonó la emisión y la televisora, esto debido a su mudanza temporal a España por asuntos de salud psicológica por parte de su hijo Iñaki, tras agradecer y comunicar al aire a Pati Chapoy y al cuadro de conductores de la emisión acerca del tratamiento psicológico del hijo de Jimena Pérez. Linet Puente pasa a ser titular permanente tras cinco años de haber estado como sustituta.

### Década de los 2020

#### 2020
El 6 de abril de 2020, Rosario Murrieta, jefa de información del programa, y Ricardo Manjarrez, reportero, se unieron al cuadro de conductores base sin abandonar sus mismos puestos debido a la pandemia de COVID-19 en México. 

#### 2021
El 22 de enero de 2021, Ventaneando celebró veinticinco años al aire, con un programa especial en donde reunió a conductores que formaron parte del programa desde sus inicios, para contar sus anécdotas ocurridas durante las emisiones del programa.

#### 2025
El 20 de febrero de 2025, Pati Chapoy dio a conocer a través de su cuenta de X (antes Twitter), el fallecimiento de su compañero Daniel Bisogno, a los 51 años de edad, quien colaboró fundamentalmente y formó parte del programa por más de 27 años, siendo el primer colaborador principal del programa en fallecer. El día 21 de febrero, se realizó un programa especial de homenaje a la trayectoria de Daniel Bisogno, donde sus compañeros recordaron sus momentos en el programa, anécdotas y experiencias que vivieron a lado de él en su paso por el programa.

## Controversias
Aunque el formato se mantiene como el programa con más años al aire dentro del género de espectáculos en México, ha sido objeto de críticas por quienes argumentan que su concepto es amarillista y busca provocar que los artistas respondan negativamente en entrevistas. En 1997, a un año del inicio del programa, un juez emitió una orden de aprehensión en contra de Pati Chapoy por haber violado la ley de radio y televisión de aquella década. En donde se especificaba que cualquier medio no podía utilizar más de veinte segundos de imágenes o audios de otras empresas. Chapoy ganó la demanda debido a que en el material exhibido, en todo momento, fue acreditado el nombre del programa, año y medio de transmisión (crestomatía).

## Conductores
| Conductores            | Años                  |
| ---------------------- | --------------------- |
| Pati Chapoy            | 1996-presente         |
| Pedro Sola             | 1996-presente         |
| Juan José Origel       | 1996-1997             |
| Martha Figueroa        | 1996-1998             |
| Álvaro Cueva           | 1997                  |
| Daniel Bisogno         | 1997-2025 (fallecido) |
| Aurora Valle           | 1997-2006             |
| Mónica Garza           | 1998-2009             |
| Atala Sarmiento        | 2004-2022             |
| Inés Gómez Mont        | 2006-2009             |
| Ricardo Casares        | 2008-2016             |
| Jimena Pérez, la Choco | 2008-2019             |
| Mónica Castañeda       | 2014-presente         |
| Linet Puente           | 2014-presente         |
| Ricardo Manjarrez      | 2020-presente         |
| Rosario Murrieta       | 2020-presente         |